# Кабак (приток Ту)
Кабак — река в Туапсинском районе Краснодарского края России, наиболее крупный приток реки Ту. Длина составляет 11 км, водосборная площадь — 21,5 км². Долина сложена обломочными отложениями. Река берёт начало на северо-западном склоне горы Лысая.